# Enoch Mgijima (Prophet)

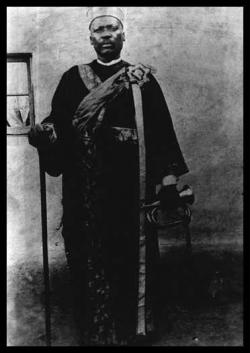
Enoch Mgijima

Enoch Josiah Mgijima (geboren 1868 in Bulhoek bei Queenstown, Kapkolonie; gestorben am 5. März 1928 in Ntabelanga bei Queenstown) war ein südafrikanischer Landwirt und aus dem Missionschristentum erwachsener Prophet einer millenaristischen Bewegung, der Israelites.
Einer Vision folgend, gründete er in den frühen Monaten des Jahres 1919 in Bulhoek (heute: Whittlesea) bei Queenstown im Osten der damaligen Kapkolonie eine unabhängige religiöse Bewegung.
Die Bewegung, die von den Predigten der Zeugen Jehovas inspiriert wurde, stellte Formen und Prinzipien des Alten Testaments, das in einem indigenistischen Sinne überarbeitet wurde, dem von den Weißen vertretenen Christentum entgegen; die Anhänger wollten sich deshalb The Israelites nennen. Viele seiner Anhänger starben bei dem Massaker von Bulhoek (Bulhoek Massacre) im Jahr 1921, in dem die Polizei fast 200 Mitglieder seiner religiösen Bewegung tötete, die sich weigerten, Steuern zu zahlen und staatliches Land in Bulhoek zu räumen.
Der schwerwiegende Vorfall veranlasste die Regierung jedoch, ihre Politik gegenüber den neuen indigenen Religionen zu überdenken, die später, in gewissen Grenzen, offiziell anerkannt wurden.
Enoch Mgijima selbst wurde festgenommen und zu einer Haftstrafe verurteilt. Im Jahr 1924 wurde er freigelassen. Er starb einige Jahre später.
Die Lokalgemeinde Enoch Mgijima (englisch Enoch Mgijima Local Municipality) im Distrikt Chris Hani der südafrikanischen Provinz Ostkap ist nach ihm benannt.